# Luigi Snozzi
Luigi Snozzi (né le 29 juillet 1932 à Mendrisio et mort le 29 décembre 2020 à Minusio) est un architecte suisse.

## Biographie
Il a étudié à l'École polytechnique fédérale de Zurich et installé ses propres bureaux à Locarno, Zurich et Lausanne. Snozzi a travaillé en association avec Livio Vacchini de 1962 à 1971.
De 1982 à 1984, il est professeur invité à l'École polytechnique fédérale de Lausanne. En 1985, il est nommé professeur d'architecture à l'École polytechnique fédérale de Lausanne. Aîné de l'école tessinoise (qui comprend notamment Livio Vacchini, Aurelio Galfetti et Mario Botta), il est mondialement sollicité pour des projets urbains. Mais il a peu construit à une vaste échelle. 
Adepte du béton et de la ligne austère, dans le Tessin, il a fait les plans, entre autres, de l'école primaire de San Nazzaro et la Casa Bianchini à Brissago, ainsi que des maisons Maison Bianchetti à Locarno, Kalman à Minusio, Snider et Cavalli à Verscio, Bernasconi à Carona, Diener à Ronco sopra Ascona et surtout le centre historique de Monte Carasso.
Il est élu membre de l'Académie des arts de Berlin en 1994.
Luigi Snozzi décède à Minusio le 29 décembre 2020, à l'âge de 88 ans, après avoir contracté le Covid-19.